# 왕이문
왕이문(王以文)은 중국 산동성 장추현(章丘縣)에서 태어났다. 본명은 왕봉강(王鳳崗), 자는 기양(岐陽)이다. 
왕이문은 명나라 마지막 황제 숭정제(崇禎帝), 1636년에 부친상을 당하고, 청나라 군대의 포로가 되어 선양(瀋陽)으로 압송되었다. 왕이문은 포로 생활을 하다가 당시 선양에 볼모로 잡혀와 있던 조선의 봉림대군과 교분을 맺고, 1645년(인조 23년) 봉림대군 일행이 귀환할 때 조선으로 귀화하였다.
왕봉강(王鳳崗)에게 조선 효종에게 이문(以文)이라는 이름을 받아, 왕이문(王以文)이 되었다.

## 가계
- 왕훈(王訓), 고조부 : 명나라 태학사
- 왕취화(王翠華), 증조부 : 명나라 병부상서
- 왕집(王楫), 조부 : 산시성 순무안찰사도어사
- 왕충추(王忠推), 부 : 좌춘방태학사 겸 이부시랑

## 같이 보기
- 제남 왕씨